# Beso Khvedelidze
Beso Khvedelidze (en georgiano ბესო ხვედელიძე; Tiflis, 18 de diciembre de 1972) es un escritor georgiano.

## Biografía
Beso Khvedelidze se graduó en 1996 en la facultad de Periodismo de la Universidad Estatal Ivane Javakhishvili de su ciudad natal, Tiflis. Desde 2003 es editor jefe de la revista Almanakhi; asimismo es editor jefe del almanaque literario Akhali Targmanebi (Nuevas Traducciones). Trabajó como corresponsal militar en el Ministerio de Defensa de Georgia y más tarde como disc-jockey en radio First.

## Obra
Los primeros cuentos de Beso Khvedelidze aparecieron en revistas literarias en 2000 y desde entonces ha publicado más de diez libros, incluyendo novelas, colecciones de relatos y poemas. Sus relatos han sido traducidas a diez idiomas y ha sido galardonado en distintos concursos literarios. Así, ha obtenido el premio literario SABA —el más importante de Georgia— en dos ocasiones, en 2003 por La brujería y en 2012 por Lo rojo, en ambos casos en la categoría de colección de relatos. Otros premios obtenidos por este autor han sido el premio Literature Bridges, en el Festival Internacional (Bakú, 2010), y el galardón al mejor cuento en el premio Octubre (Moscú, 2009).
Namaste (ნამასტე, 2014), su novela más reciente, está basada en una historia real y describe las aventuras de dos jóvenes georgianos que visitan Nepal. Alex, el más excéntrico y aventurero, se encuentra constantemente en problemas, mientras que su compañero Beso busca aprender más sobre la cultura y las tradiciones del país.